# Сентерфілд (Юта)
Сентерфілд (англ. Centerfield) — місто (англ. city) в США, в окрузі Санпіт штату Юта. Населення — 1341 особа (2020).

## Географія
Сентерфілд розташований за координатами 39°7′39″ пн. ш. 111°49′8″ зх. д. / 39.12750° пн. ш. 111.81889° зх. д. (39.127588, -111.818773).  За даними Бюро перепису населення США в 2010 році місто мало площу 4,66 км², уся площа — суходіл.

## Демографія
Згідно з переписом 2010 року, у місті мешкало 1367 осіб у 405 домогосподарствах у складі 323 родин. Густота населення становила 293 особи/км².  Було 432 помешкання (93/км²).
Расовий склад населення:
| - 91,6 % — білих - 0,4 % — корінних американців - 0,2 % — чорних або афроамериканців - 0,2 % — азіатів - 0,1 % — вихідців з тихоокеанських островів - 5,7 % — осіб інших рас |

До двох чи більше рас належало 1,8 %. Частка іспаномовних становила 10,9 % від усіх жителів.
За віковим діапазоном населення розподілялося таким чином: 34,8 % — особи молодші 18 років, 52,0 % — особи у віці 18—64 років, 13,2 % — особи у віці 65 років та старші. Медіана віку мешканця становила 30,5 року. На 100 осіб жіночої статі у місті припадало 94,5 чоловіків;  на 100 жінок у віці від 18 років та старших — 91,6 чоловіків також старших 18 років.
Середній дохід на одне домашнє господарство  становив 51 700 доларів США (медіана — 46 429), а середній дохід на одну сім'ю — 56 452 долари (медіана — 50 795). Медіана доходів становила 38 295 доларів для чоловіків та 31 667 доларів для жінок. За межею бідності перебувало 10,6 % осіб, у тому числі 12,7 % дітей у віці до 18 років та 6,5 % осіб у віці 65 років та старших.
Цивільне працевлаштоване населення становило 462 особи. Основні галузі зайнятості: освіта, охорона здоров'я та соціальна допомога — 24,9 %, виробництво — 14,1 %, сільське господарство, лісництво, риболовля — 14,1 %.